# Marina Brunello
Marina Brunello (Lovere, 16 giugno 1994) è una scacchista italiana, grande maestro femminile e maestro internazionale.
Medaglia d'oro individuale alle Olimpiadi degli scacchi del 2018 e tre volte Campionessa italiana femminile, ha vinto sei campionati italiani a squadre femminili e un campionato greco a squadre.
Dall'agosto del 2012 al dicembre del 2014 è stata tra le migliori 50 della classifica mondiale FIDE dedicata al femminile under 20. Dal maggio del 2019 è tra le migliori 100 della classifica mondiale FIDE femminile. Ha raggiunto il suo record Elo nell'agosto del 2019: 2400 punti, al 1º posto tra le giocatrici italiane e 67º al mondo.

## Biografia
Vive con la famiglia a Rogno, in provincia di Bergamo. È sorella minore di Sabino, Grande Maestro, che le ha insegnato a giocare a 5 anni e di Roberta, vincitrice del campionato italiano femminile del 2006.
L'11 maggio 2011 è stata ricevuta al Quirinale dal Presidente della Repubblica Giorgio Napolitano che le ha consegnato il diploma con l'insegna di Alfiere della Repubblica.
Nel giugno 2018 ha conseguito la Laurea triennale in Psicologia all'Università degli Studi di Padova.

## Principali risultati

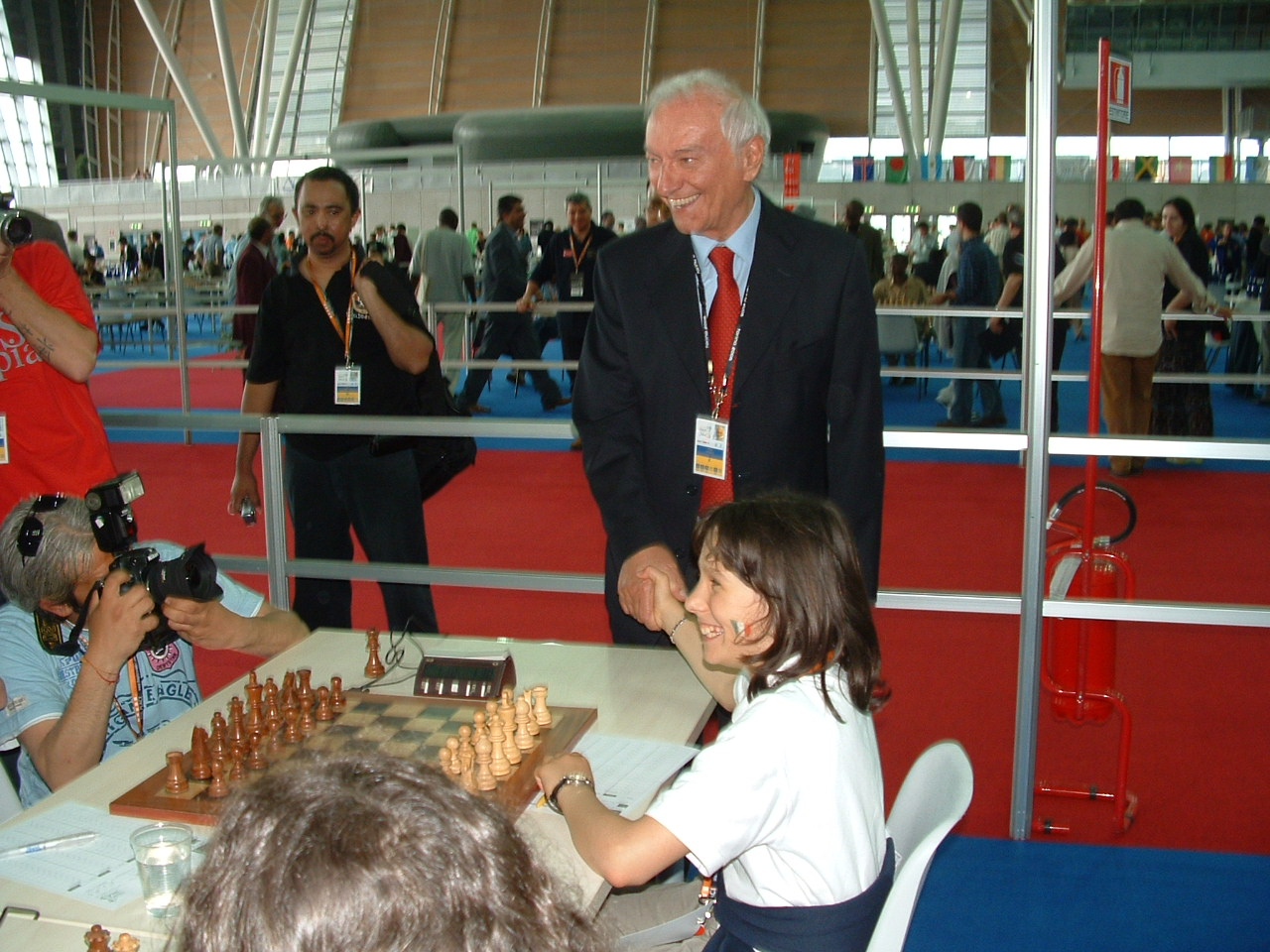
Alle Olimpiadi di Torino 2006 assieme a Piero Angela

Ha partecipato a otto Olimpiadi: Torino 2006, all'età di 12 anni nella squadra "Italia 2", Dresda 2008, Chanty-Mansijsk 2010, Istanbul 2012, Tromsø 2014, Baku 2016, Batumi 2018 e Budapest 2024. Ha partecipato a numerose altre manifestazioni internazionali con la squadra italiana femminile.
Nel 2008 ha vinto a Bratto il 35º Campionato italiano femminile, diventando, all'età di 14 anni, 2 mesi e 15 giorni, la più giovane vincitrice di questo campionato.
In dicembre 2009 ha raggiunto, al torneo "Memorial Edoardo Crespi" di Milano, la soglia dei 2200 punti Elo, conquistando così il titolo di Maestro Internazionale Femminile. È la seconda giocatrice italiana a fregiarsi di tale titolo, dopo Clarice Benini, che lo conquistò grazie al clamoroso 2º posto nel Campionato del mondo femminile del 1937.
Nel 2013 e 2014 ha vinto 2 Campionati Italiani Femminili a Squadre (CISF) con la squadra del Fischer Chieti .
In novembre 2015 conquista la Medaglia di Bronzo in terza scacchiera nei Campionati Europei a squadre di Reykjavík, ottiene la definitiva Norma di Grande Maestro Femminile e la seconda norma di maestro internazionale.
Nel luglio 2016 a Rio vince il 44º Campionato Greco a Squadre Assoluto con la squadra del EOAO “Fysiolatris” Nikaias (ΕΟΑΟ 'Φυσιολάτρης' Νίκαιας) ottenendo 5 punti su 7 disponibili.
Nel maggio 2017 vince per la terza volta il Campionato Italiano Femminile a Squadre (CISF), questa volta con la squadra del Caissa Italia Pentole Agnelli Bologna e vincendo 5 partite sulle 5 giocate.
Nell'agosto 2017 a Erfurt vince in solitaria con 7 punti su 9 il torneo chiuso denominato Young Masters. In dicembre si piazza seconda nel Campionato italiano femminile di scacchi, superata da Olga Zimina solo negli spareggi Lampo (Blitz).
Nel maggio 2018 vince per la quarta volta il Campionato Italiano Femminile a Squadre (CISF), la seconda volta con la squadra del Caissa Italia Pentole Agnelli Bologna e vincendo 4 partite sulle 4 giocate.
Alle Olimpiadi degli scacchi di Batumi 2018 ha vinto imbattuta la medaglia d'oro in quarta scacchiera col punteggio di 8,5 punti su 10 partite (+7 =3 -0).
Tra novembre e dicembre 2018 vince a Salerno il Campionato italiano femminile, superando Olga Zimina agli spareggi giunti alla partita Armageddon.
Nell'aprile 2019 ad Adalia si classifica 16^ nel Campionato europeo femminile, questo risultato la qualifica alla prossima World Cup femminile; in maggio vince il quinto CISF, il terzo con la squadra del Caissa Italia Pentole Agnelli Bologna, vincendo 6 partite sulle 6 giocate, supera quota 2400 punti Elo e viene promossa Maestro Internazionale.
Nel 2020 si piazza al secondo posto al Campionato italiano femminile 2020, svoltosi online a causa della Pandemia di COVID-19, venendo battuta in finale da Olga Zimina.
Nel maggio del 2021 vince la Mitropa Cup con la nazionale italiana, totalizzando 6 punti su 8. Nel luglio partecipa alla Coppa del mondo femminile, nella quale viene eliminata al primo turno dal maestro internazionale femminile della Mongolia Turmunkh Munkhzul per 2-0.
Nel dicembre 2024 vince a Torino il suo terzo Campionato italiano femminile di scacchi, con 6 punti su 7, superando Olga Zimina di mezzo punto.